# Tiodus
Tiodus is een geslacht van halfvleugeligen uit de familie schuimcicaden (Cercopidae). De wetenschappelijke naam van dit geslacht is voor het eerst geldig gepubliceerd in 1950 door Nast.

## Soorten
Het geslacht Tiodus omvat de volgende soorten:
- Tiodus elongatus Nast, 1950
- Tiodus minor Nast, 1950
- Tiodus nuchalis (Jacobi, 1908)